# Wiener Symphoniker
Die Wiener Symphoniker er et i Wien baseret østrigsk symfoniorkester, som blev grundlagt i 1900. Ud over koncerter i Wiener Konzerthaus (de) spiller Wiener Symphoniker også i Wiener Musikverein og Theater an der Wien.
I oktober 2011 blev Philippe Jordan (de) ansat som chefdirigent fra sæsonen 2014-2015 til og med sæsonen 2020-2021.

## Dirigenter
- 1900-1925 Ferdinand Löwe
- 1934-1938: Oswald Kabasta
- 1939-1944: Hans Weisbach
- 1945-1947: Hans Swarowsky
- 1960-1970: Wolfgang Sawallisch
- 1973-1976: Carlo Maria Giulini
- 1980-1982: Gennadi Rozjdestvenski
- 1991-1996: Rafael frühbeck de Burgos
- 1997-2005: Vladimir Fedoseyev
- 2005-2013: Fabio Luisi
- 2014-2021: Philippe Jordan